# فرانسه در المپیک تابستانی ۱۹۷۲
فرانسه در بازی‌های المپیک تابستانی ۱۹۷۲ که در شهر مونیخ آلمان غربی برگزار شد، کاروان فرانسه با ۲۲۷ ورزشکار در این رقابت‌ها شرکت کرد و موفق به کسب ۱۳ مدال (۲ طلا، ۴ نقره، ۷ برنز) شد. در جدول رتبه‌بندی توزیع مدال‌ها، فرانسه در ردهٔ ۱۷ مسابقات قرار گرفت.